# Список об'єктів Сонячної системи за найбільшим афелієм

Орбіта Седни (червона) зображена на тлі орбіт об'єктів зовнішньої частини Сонячної системи (орбіта Плутона позначена фіолетовим).

Це список об'єктів Сонячної системи з найбільшими афеліями — тобто з найбільшою відстанню від Сонця, якої може досягти їхня орбіта за умови, що у Всесвіті існують лише Сонце та цей об'єкт. Припускається, що об'єкт обертається навколо Сонця в рамках задачі двох тіл — без впливу планет, зірок, що проходять повз, або галактики. Афелій може суттєво змінюватися під впливом гравітації планет або інших зірок. Більшість із цих об'єктів — це комети з обчисленими орбітами, які можуть бути недоступними для безпосереднього спостереження. Наприклад, комету Хейла — Боппа востаннє бачили у 2013 році при зоряній величині 24; вона продовжує тьмяніти, що робить її невидимою для всіх, окрім найпотужніших телескопів.
Максимальна протяжність області, у межах якої гравітаційне поле Сонця є домінантним, — так звана сфера Гілла — може сягати 230 000 астрономічних одиниць (3,6 світлового року), згідно з розрахунками 1960-х років. Однак будь-яку комету, що нині перебуває на відстані понад приблизно 150 000 а. о. (2 св. р.) від Сонця, можна вважати втраченою для міжзоряного середовища. Найближча відома зірка — Проксима Центавра — розташована на відстані 269 000 а. о. (4,25 св. р.), за нею — Альфа Центавра приблизно за 4,35 св. р.
Комети з хмари Оорта обертаються навколо Сонця на великих відстанях, але можуть зазнавати збурень з боку зірок, що проходять повз, або галактичних припливів. Під час наближення до внутрішньої частини Сонячної системи або віддалення від неї їхні орбіти можуть змінюватися під впливом планет, або ж такі комети можуть бути повністю викинуті за межі Сонячної системи. Також існує ймовірність їхнього зіткнення із Сонцем або з планетою.
S/2021 N 1 (найвіддаленіший супутник Нептуна) обертається навколо Нептуна за 27 роки, комети можуть здійснювати один оберт навколо Сонця за час до 30 мільйонів років, а саме Сонце обертається навколо Чумацького Шляху приблизно за 230 мільйонів років (галактичний рік).
| Супутник           | Орбітальний період (роки) | Головне тіло   | Відсоток від орбітального періоду головного тіла |
| ------------------ | ------------------------- | -------------- | ------------------------------------------------ |
| S/2021 N 1         | 27,4                      | Нептун         | 16,6 %                                           |
| Комета хмари Оорта | 30 мільйонів              | Сонце          | 13 %                                             |
| Сонце              | 230 мільйонів             | Чумацький Шлях | Немає даних                                      |

## Пояснення

### Барицентрична та геліоцентрична орбіти

Рух барицентру Сонячної системи відносно Сонця

Оскільки багато з наведених нижче об'єктів мають одні з найекстремальніших орбіт у Сонячній системі, точний опис їхньої орбіти може бути особливо складним і чутливим до моменту часу, на який вона визначається. Для більшості об'єктів у Сонячній системі геліоцентрична система відліку (відносно гравітаційного центру Сонця) є достатньою для пояснення їхніх орбіт. Однак, коли орбіти об'єктів наближаються до швидкості втечі із Сонячної системи й мають дуже довгі періоди — сотні чи тисячі років — виникає потреба у використанні іншої системи відліку: барицентричної. Барицентрична система відліку вимірює орбіту астероїда відносно гравітаційного центру всієї Сонячної системи, а не лише Сонця. Через вплив зовнішніх газових гігантів барицентр Сонячної системи може зміщуватися на відстань до двох радіусів Сонця.
Ця різниця в положенні може призвести до значних змін в орбітах довгоперіодичних комет та далеких астероїдів. Багато комет мають гіперболічні (незв'язані) орбіти в геліоцентричній системі відліку, але в барицентричній системі відліку мають набагато міцніше зв'язані орбіти, і лише невелика жменька залишається справді гіперболічними.

### Ексцентриситет та V∞
Орбітальний параметр? який використовується для опису того, наскільки некруглою є орбіта об'єкта, — це ексцентриситет (e). Об'єкт з e, що дорівнює 0, має ідеально кругову орбіту, перигелієва відстань якої так само близька до Сонця, як і афелійна відстань. Об'єкт з e від 0 до 1 матиме еліптичну орбіту, наприклад, об'єкт з e 0,5 матиме перигелій, вдвічі ближчий до Сонця, ніж його афелій. Коли e об'єкта наближається до 1, його орбіта буде дедалі більш витягнутою, а при e = 1 орбіта об'єкта буде параболічною та не пов'язаною із Сонячною системою (тобто вона не повертатиметься на іншу орбіту). Число e більше за 1 буде гіперболічним і все ще не буде пов'язане із Сонячною системою.
Хоча ексцентриситет описує, наскільки «вільною» є орбіта об'єкта, він не обов'язково відображає, наскільки високою була швидкість входу цього об'єкта до входу в Сонячну систему (параметр, відомий як V infinity або V inf). Яскравим прикладом цього є ексцентриситети двох відомих міжзоряних об'єктів станом на жовтень 2019 року, 1I/Оумуамуа. та 2I/Борисов. Швидкість вхідного вітру в Оумуамуа становила 26,5 км/с, але через низьку відстань перигелію, що становить лише 0,255 а. о., він мав ексцентриситет 1,200. Однак V inf Борисова був лише трохи вищим, на 32,23 км/с, але через більшу відстань перигелію ~2,003 а. о., його ексцентриситет був порівняно вищим — 3,340. На практиці жоден об'єкт, що походить із Сонячної системи, не повинен мати вхідний геліоцентричний ексцентриситет набагато вищий за 1, і рідко повинен мати вхідний барицентричний ексцентриситет вище 1, оскільки це означало б, що об'єкт виник з невизначено великої відстані від Сонця.
Через те, що комета має найбільш ексцентричні орбіти серед усіх тіл Сонячної системи, її орбіта зазвичай перетинається з однією або кількома планетами Сонячної системи. В результаті, орбіта комети часто суттєво змінюється, навіть під час одного прольоту через внутрішню частину Сонячної системи. Через зміну орбіти необхідно забезпечити розрахунок орбіти комети (або аналогічного тіла, що обертається навколо неї) як до, так і після входження у внутрішню частину Сонячної системи. Наприклад, комета ISON знаходилася на відстані ~312 а.о. від Сонця у 1600 році, а її залишки будуть ~431 а.о. від Сонця у 2400 році, що є далеко поза межами будь-якого значного гравітаційного впливу планет.

## Комети з найбільшим афелієм (двотілова геліоцентрична модель)

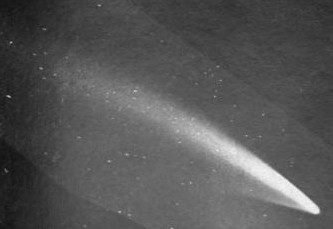
C/1910 A1 під час зближення з орбітою у 1910 році

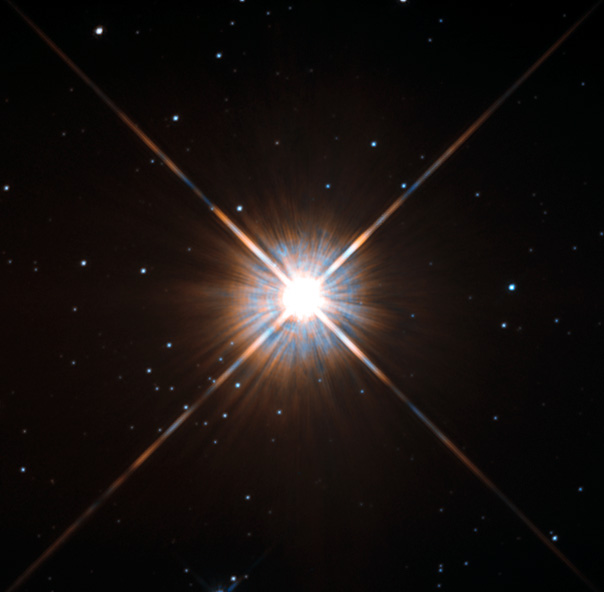
Проксима Центавра розташована на відстані 271 000 а. о., або 4,25 світлового року від нас.

| Об'єкт                   | Геліоцентричний афелій (Q) (Сонце) Епоха перигелію | Барицентричний афелій (AD) (Сонце + Юпітер) епоха 2200, а. о | Барицентричний афелій епоха 1800, а. о |
| ------------------------ | -------------------------------------------------- | ------------------------------------------------------------ | -------------------------------------- |
| C/2004 R2 (ASAS)         | 3 238 164 а. о. (51 св. р.)                        | 13000                                                        | 4000                                   |
| C/2015 O1 (PANSTARRS)    | 1 302 400 а. о. (21 св. р.)                        | 15000                                                        | 60000                                  |
| C/2012 S4 (PANSTARRS)    | 504 443 а. о. (8,0 св. р.)                         | 5700                                                         | 8400                                   |
| C/2012 CH17 (MOSS)       | 279 825 а. о. (4,4 св. р.)                         | 7283                                                         | 26000                                  |
| C/2008 C1 (Chen-Gao)     | 203 253 а. о. (3,2 св. р.)                         | 3822                                                         | 520                                    |
| C/1992 J1 (Spacewatch)   | 226 867 а. о. (3,6 св. р.)                         | 3700                                                         | 75000                                  |
| C/2007 N3 (Lulin)        | 144 828 а. о. (2,3 св. р.)                         | 2419                                                         | 64000                                  |
| C/2017 T2 (PANSTARRS)    | 117 212 а. о. (1,9 св. р.)                         | 2975                                                         | 84000                                  |
| C/1937 N1 (Finsler)      | 115 031 а. о. (1,8 св. р.)                         | 7121                                                         | 16000                                  |
| C/1972 X1 (Araya)        | 108 011 а. о. (1,7 св. р.)                         | 5630                                                         | 4200                                   |
| C/2014 R3 (PANSTARRS)    | 80 260 а. о. (1,3 св. р.)                          | 12841                                                        | 19000                                  |
| C/2015 O1 (PANSTARRS)    | 77 092 а. о. (1,2 св. р.)                          | 21753                                                        | 52000                                  |
| C/2001 C1 (LINEAR)       | 76 230 а. о. (1,2 св. р.)                          | Виліт                                                        | 98000                                  |
| C/2002 J4 (NEAT)         | 57 793 а. о. (0,91 св. р.)                         | Виліт                                                        | 59000                                  |
| C/1958 D1 (Burnham)      | 46 408 а. о. (0,73 св. р.)                         | 1110                                                         | 7800                                   |
| C/1986 V1 (Sorrells)     | 37 825 а. о. (0,60 св. р.)                         | 8946                                                         | 5400                                   |
| C/2005 G1 (LINEAR)       | 37 498 а. о. (0,59 св. р.)                         | 40572                                                        | 110000                                 |
| C/2006 W3 (Christensen)  | 35 975 а. о. (0,57 св. р.)                         | 8212                                                         | 5300                                   |
| C/2009 W2 (Boattini)     | 31 059 а. о. (0,49 св. р.)                         | 3847                                                         | 4200                                   |
| C/2005 L3 (McNaught)     | 26 779 а. о. (0,42 св. р.)                         | 6851                                                         | 33000                                  |
| C/2004 YJ35 (LINEAR)     | 26 433 а. о. (0,42 св. р.)                         | 2480                                                         | 75000                                  |
| C/2003 H3 (NEAT)         | 26 340 а. о. (0,42 св. р.)                         | ejection                                                     | 4900                                   |
| C/2010 L3 (Catalina)     | 25 609 а. о. (0,40 св. р.)                         | 21094                                                        | 12000                                  |
| C/1902 R1 (Perrine)      | 25 066 а. о. (0,40 св. р.)                         | 2306                                                         | 74000                                  |
| C/1889 G1 (Barnard)      | 24 784 а. о. (0,39 св. р.)                         | 1575                                                         | 2100                                   |
| C/2007 VO53 (Spacewatch) | 24 383 а. о. (0,39 св. р.)                         | 16835                                                        | 22000                                  |

### Далекі комети з довгими дугами спостереження та/або барицентричною

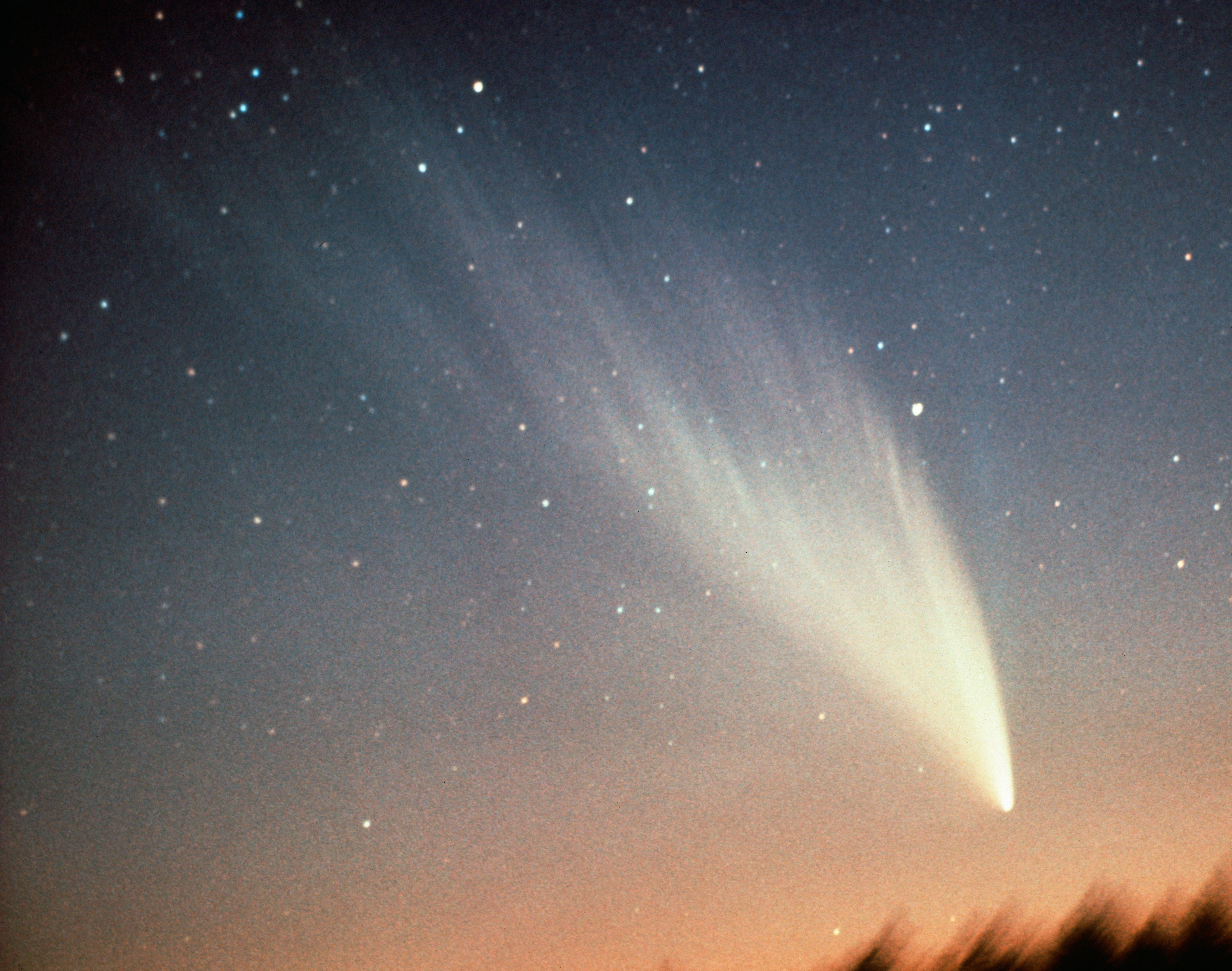
Комета Вест у 1976 році

Приклади комет з більш чітко визначеною орбітою. Комети надзвичайно малі порівняно з іншими тілами, і їх важко спостерігати, як тільки вони перестають виділяти гази (див. Кома (кометна)). Оскільки їх зазвичай виявляють поблизу Сонця, їм знадобиться деякий час, навіть тисячі років, щоб насправді подолати великі відстані. Пропозиція <i id="mwAW4">Віппла</i> може дозволити виявляти об'єкти хмари Оорта на великих відстанях, але, ймовірно, не конкретний об'єкт.
- Комета Вест 70 000 астрономічних одиниць (1,1 світлових років)
- C/1999 F1 (Каталіна) 66 600 астрономічних одиниць (1,05 світлових років)
- C/2012 S4 (PANSTARRS) 5700 астрономічних одиниць (барицентричні)
- Комета Хаякутаке (C/1996 B2) 3410 астрономічних одиниць
- C/1910 A1 (Велика січнева комета) близько 2974 астрономічних одиниць (барицентричні)
- C/1992 J1 (Spacewatch) 3650 астрономічних одиниць
- C/2007 N3 (Lulin) 2400 астрономічних одиниць

## Малі планети
В останні роки було відкрито велику кількість транснептунових об'єктів (ТНО) — малих планет, що обертаються за орбітою Нептуна. Багато з них мають орбіти, які пролягають значно далі за афелій Плутона, що становить 49,3 астрономічної одиниці (а.о.). Деякі з таких ТНО з екстремальним афелієм — це відокремлені об'єкти, наприклад, 2010 GB174, які завжди перебувають у найвіддаленіших регіонах Сонячної системи. У інших же випадках надзвичайно далекий афелій пояснюється виключно великою ексцентриситетом орбіти, як у об'єкта 2005 VX3, який обертається навколо Сонця на відстані від 4,1 а.о. (ближче, ніж Юпітер) до 2200 а.о. (у 70 разів далі від Сонця, ніж Нептун).

### Малі планети з геліоцентричним афелієм понад 400а.о.

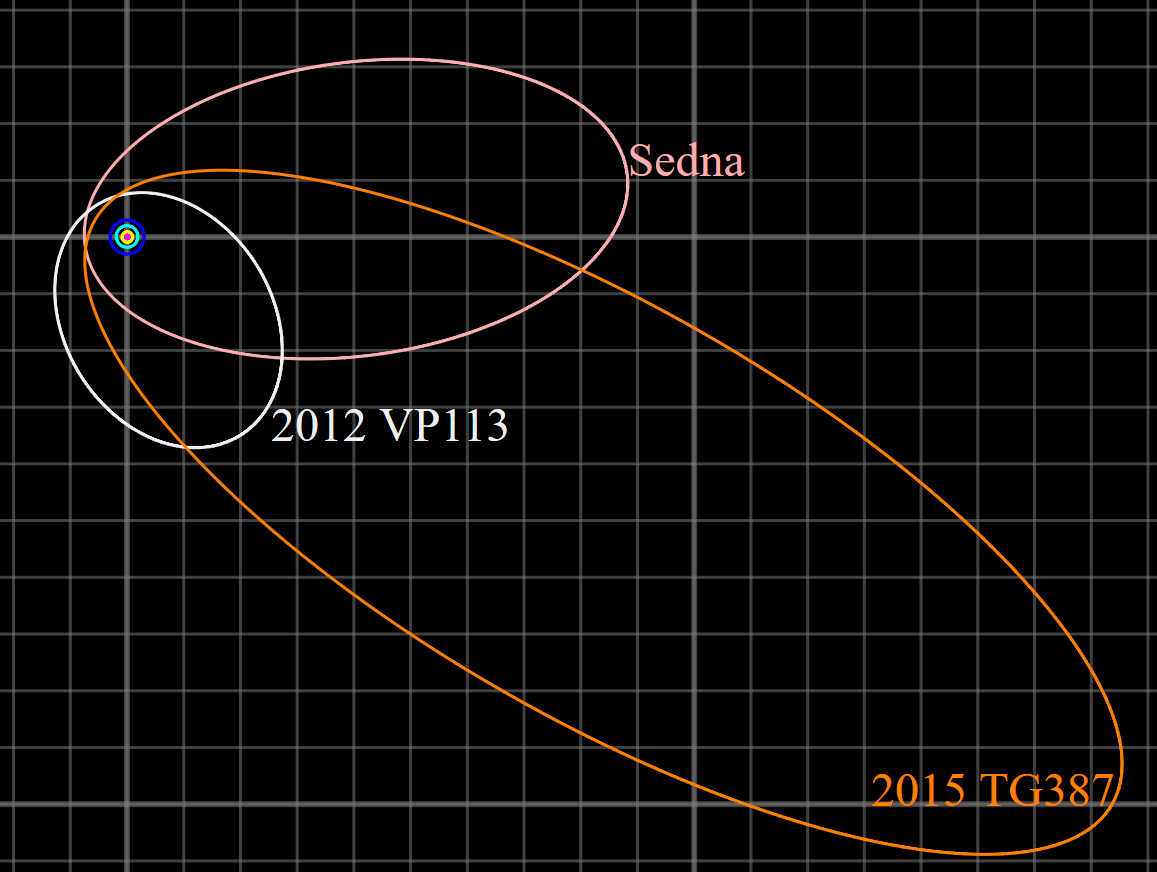
Орбіти трьох відомих седноїдів: Седна, та Лелеакухонуа

Наступна група тіл має орбіти з афелієм вище 400 а о., з невизначеностями 1-сигма, наданими двом значущим цифрам. Станом на травень 2024 року таких органів було 73.
| Object                  | Aphelion (AU)   | Absolute Magnitude (H) | Ref       |
| ----------------------- | --------------- | ---------------------- | --------- |
| A/2020 M4               | 29020,06 ± 420  | 14,01 ± 0,28           | MPC · JPL |
| 2010 LN135              | 20162,05 ± 6000 | 14,08                  | MPC · JPL |
| A/2024 D1               | 3875,88 ± 2456  | 11,45 ± 0,52           | MPC · JPL |
| 2014 FE72               | 3559,58 ± 220   | 6,19                   | MPC · JPL |
| 541132 Leleākūhonua     | 2713,25 ± 360   | 5,57 ± 0,13            | MPC · JPL |
| 2017 MB7                | 2419,67 ± 320   | 14,21 ± 0,33           | MPC · JPL |
| 2021 RR205              | 2314,82 ± 51    | 6,74 ± 0,12            | MPC · JPL |
| 2013 BL76               | 2261,12 ± 2,4   | 10,88                  | MPC · JPL |
| A/2019 N2               | 2115,35 ± 690   | 12,80 ± 0,43           | MPC · JPL |
| 2019 EU5                | 2108,10 ± 450   | 6,35 ± 0,14            | MPC · JPL |
| (308933) 2006 SQ372     | 2062,42 ± 1,6   | 7,94                   | MPC · JPL |
| A/2022 B3               | 1957,25 ± 11    | 16,56 ± 0,76           | MPC · JPL |
| (668643) 2012 DR30      | 1877,78 ± 1,3   | 7,12                   | MPC · JPL |
| 2013 SY99               | 1718,93 ± 50    | 6,84                   | MPC · JPL |
| 2005 VX3                | 1717,16 ± 300   | 14,10                  | MPC · JPL |
| 2021 DK18               | 1418,77 ± 320   | 6,72 ± 0,24            | MPC · JPL |
| A/2019 G2               | 1397,41 ± 1,7   | 16,31 ± 0,55           | MPC · JPL |
| A/2021 E4               | 1388,62 ± 1,2   | 14,26 ± 0,45           | MPC · JPL |
| A/2018 W3               | 1341,59 ± 10    | 10,70 ± 0,29           | MPC · JPL |
| (87269) 2000 OO67       | 1326,78 ± 0,76  | 9,10                   | MPC · JPL |
| 2002 RN109              | 1295,34 ± 51    | 15,30                  | MPC · JPL |
| 2015 KG163              | 1241,82 ± 7,2   | 8,20                   | MPC · JPL |
| (523622) 2007 TG422     | 1118,81 ± 0,64  | 6,47                   | MPC · JPL |
| 2015 SA57               | 1052,34 ± 0,51  | 9,92 ± 0,37            | MPC · JPL |
| 2013 GW141              | 1032,63 ± 0,62  | 8,16 ± 0,35            | MPC · JPL |
| 2012 KA51               | 1015,61 ± 9,9   | 11,74 ± 0,79           | MPC · JPL |
| 2013 RA109              | 1008,19 ± 2,7   | 6,23 ± 0,22            | MPC · JPL |
| 90377 Sedna (2003 VB12) | 1006,90 ± 2,7   | 1,50                   | MPC · JPL |
| 2020 QN6                | 990,67 ± 0,62   | 14,55 ± 0,37           | MPC · JPL |
| 2014 GQ101              | 986,20 ± 0,37   | 10,56 ± 0,43           | MPC · JPL |
| 2015 BP519              | 933,55 ± 2,5    | 4,34                   | MPC · JPL |
| 2015 RX245              | 888,63 ± 8,1    | 6,20                   | MPC · JPL |
| 2015 AD298              | 859,76 ± 4,7    | 8,38 ± 0,52            | MPC · JPL |
| 2015 FK37               | 853,72 ± 1,7    | 14,50 ± 0,26           | MPC · JPL |
| 2020 YR3                | 846,98 ± 0,49   | 9,30 ± 0,42            | MPC · JPL |
| 2010 BK118              | 828,61 ± 0,46   | 10,30                  | MPC · JPL |
| 2007 DA61               | 816,45 ± 11     | 14,90 ± 0,47           | MPC · JPL |
| 2013 RF98               | 776,26 ± 30     | 8,70                   | MPC · JPL |
| 2014 SX403              | 773,46 ± 4,1    | 7,06 ± 0,32            | MPC · JPL |
| (418993) 2009 MS9       | 767,45 ± 0,085  | 9,74                   | MPC · JPL |
| 2013 AZ60               | 762,63 ± 0,1    | 10,30                  | MPC · JPL |
| 2014 RK86               | 753,12 ± 16     | 8,22 ± 0,31            | MPC · JPL |
| 2018 MP8                | 732,44 ± 7,7    | 15,30                  | MPC · JPL |
| 2016 SD106              | 731,06 ± 7,6    | 6,70 ± 0,33            | MPC · JPL |
| 2014 TU115              | 704,80 ± 2,0    | 7,86 ± 0,44            | MPC · JPL |
| 2021 CP5                | 689,35 ± 0,57   | 12,23 ± 0,41           | MPC · JPL |
| 2022 LO17               | 684,64 ± 270000 | 8,52 ± 0,10            | MPC · JPL |
| A/2020 H9               | 680,42 ± 1,1    | 17,70 ± 0,34           | MPC · JPL |
| 474640 Alicanto         | 663,36 ± 2,3    | 6,46                   | MPC · JPL |
| 2013 SL102              | 653,9 ± 0,91    | 7,13 ± 0,33            | MPC · JPL |
| 2017 UR52               | 650,82 ± 140    | 21,20                  | MPC · JPL |
| (689335) 2013 FL28      | 648,32 ± 0,27   | 8,07 ± 0,44            | MPC · JPL |
| 2021 PN72               | 637,57 ± 0,22   | 12,04 ± 0,18           | MPC · JPL |
| 2010 GB174              | 630,26 ± 14     | 6,74                   | MPC · JPL |
| 2014 SR349              | 601,90 ± 2,4    | 6,46                   | MPC · JPL |
| 2011 OR17               | 579,67 ± 0,35   | 13,10                  | MPC · JPL |
| (336756) 2010 NV1       | 570,60 ± 0,17   | 10,55                  | MPC · JPL |
| 2014 WB556              | 560,73 ± 1,2    | 7,26 ± 0,27            | MPC · JPL |
| 2015 GT50               | 554,67 ± 4,5    | 8,50                   | MPC · JPL |
| 1996 PW                 | 552,06 ± 0,56   | 13,90                  | MPC · JPL |
| 2018 VM35               | 545,94 ± 34     | 7,76 ± 0,05            | MPC · JPL |
| (523719) 2014 LM28      | 543,67 ± 0,15   | 9,95                   | MPC · JPL |
| 2013 FT28               | 519,49 ± 2,7    | 7,20                   | MPC · JPL |
| 2017 SN33               | 511,63 ± 16     | 17,90                  | MPC · JPL |
| 2015 DM319              | 505,11 ± 2,3    | 8,78 ± 0,11            | MPC · JPL |
| 2016 SA59               | 484,56 ± 1,2    | 7,81 ± 0,36            | MPC · JPL |
| (582301) 2015 RM306     | 480,63 ± 0,028  | 11,06 ± 0,44           | MPC · JPL |
| 2012 VP113              | 467,17 ± 0,99   | 4,09                   | MPC · JPL |
| 2016 SG58               | 464,64 ± 0,39   | 7,50 ± 0,41            | MPC · JPL |
| 2015 RY245              | 449,66 ± 9,0    | 8,90                   | MPC · JPL |
| A/2021 E2               | 430,46 ± 8,3    | 17,90 ± 0,44           | MPC · JPL |
| 2014 QW510              | 411,63 ± 0,32   | 7,53 ± 0,24            | MPC · JPL |
| (148209) 2000 CR105     | 400,29 ± 1,2    | 6,14                   | MPC · JPL |

### Найбільший барицентричний афелій
Наступні астероїди мають вхідний барицентричний афелій щонайменше 1000 а. о.[джерело?]
| Об'єкт              | diameter (km) (assumed) | perihelion (AU) | Barycentric aphelion (AU) (1800) | Barycentric aphelion (AU) (2200) | Change (%) |
| ------------------- | ----------------------- | --------------- | -------------------------------- | -------------------------------- | ---------- |
| A/2020 M4           | 5,2                     | 5,95            | 5580                             | 4500                             | -24        |
| 2014 FE72           | 206,8                   | 36,33           | 3071                             | 3060                             | -0,36      |
| 2002 RN109          | 3,0                     | 2,691           | 2320                             | 1190                             | -49        |
| 2005 VX3            | 5,2                     | 4,106           | 2140                             | 1700                             | -21        |
| 541132 Leleākūhonua | 272,6                   | 65,08           | 2280                             | 2280                             | 0          |
| A/2022 B3           | 1,9                     | 3,708           | 2100                             | 2540                             | +21        |
| 2017 MB7            | 5,2                     | 4,456           | 2040                             | 2840                             | +28        |
| (668643) 2012 DR30  | 130,5                   | 14,57           | 2000                             | 2050                             | +2,4       |
| 2013 BL76           | 23,7                    | 8,355           | 1850                             | 1920                             | +3,6       |
| (308933) 2006 SQ372 | 94,5                    | 24,14           | 1540                             | 1560                             | +1,3       |
| 2013 SY99           | 156,8                   | 50,03           | 1410                             | 1410                             | 0          |
| 2015 KG163          | 78,6                    | 40,50           | 1320                             | 1320                             | 0          |
| 2013 AZ60           | 29,9                    | 7,927           | 1260                             | 827                              | -34        |
| 2007 DA61           | 3,6                     | 2,677           | 1190                             | 852                              | -28        |
| 2013 GW141          | 78,6                    | 23,52           | 1130                             | 1120                             | -0,9       |
| (87269) 2000 OO67   | 49,6                    | 20,73           | 1120                             | 1070                             | -4,5       |

## Порівняння

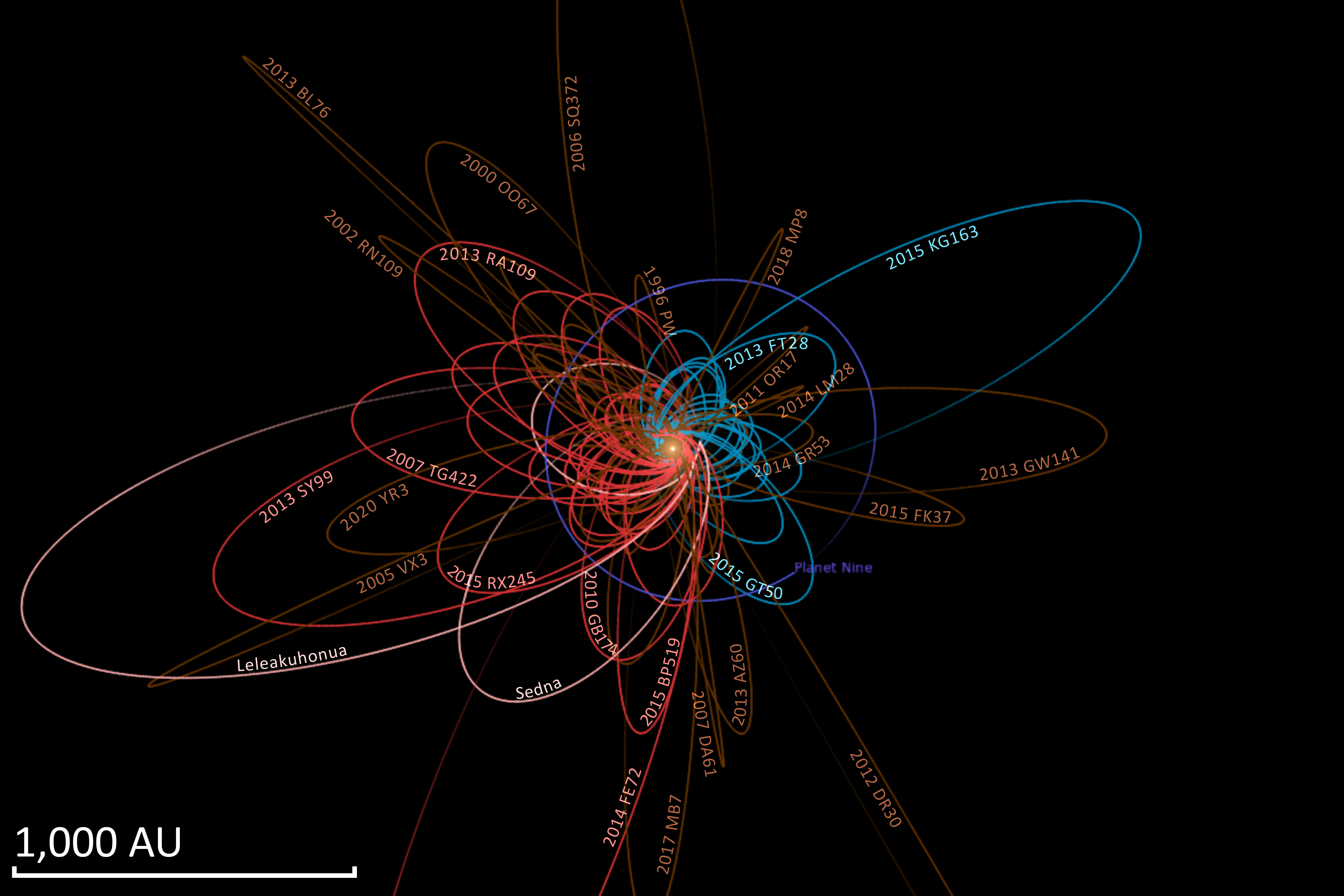
Орбіта Sedna,, Лелеакухонуа та інших дуже далеких об'єктів разом із передбаченою орбітою Дев'ятої планети. Три седноїди (рожеві) разом з червоними орбітами екстремальних транснептунових об'єктів (eTNO) ймовірно вирівняні з гіпотетичною Дев'ятою Планетою, тоді як сині орбіти eTNO є антивирівняними. Сильно витягнуті орбіти коричневого кольору включають кентаврів та дамоклоїдів з великими афелійними відстанями понад 200 АС.